# Babadan (Babadan)
Babadan is een bestuurslaag in het regentschap Ponorogo van de provincie Oost-Java, Indonesië. Babadan telt 4236 inwoners (volkstelling 2010).